# Krueng Beukah (Pantai Ceuremen)
Krueng Beukah is een bestuurslaag in het regentschap Aceh Barat van de provincie Atjeh, Indonesië. Krueng Beukah telt 326 inwoners (volkstelling 2010).